# Huis Kastrioti
Het huis Kastrioti (Albanees: Shtëpia e Kastriotëve) was een Albanese adellijke en vorstelijke familie die in de 14e en de 15e eeuw de heersers waren van het vorstendom Kastrioti in het huidige centraal-Albanië en later uitbreidde naar het westen van het huidige Kosovo- en Noord-Macedonië. Mede door de oprichting van de Liga van Lezhë door telg Gjergj Kastrioti, gekroond tot vorst van Albanië in 1444 en de succesvolle anti-Ottomaanse rebellie onder zijn bevel, speelt de dynastie een vooraanstaande rol in de Albanese geschiedenis.

## Geschiedenis

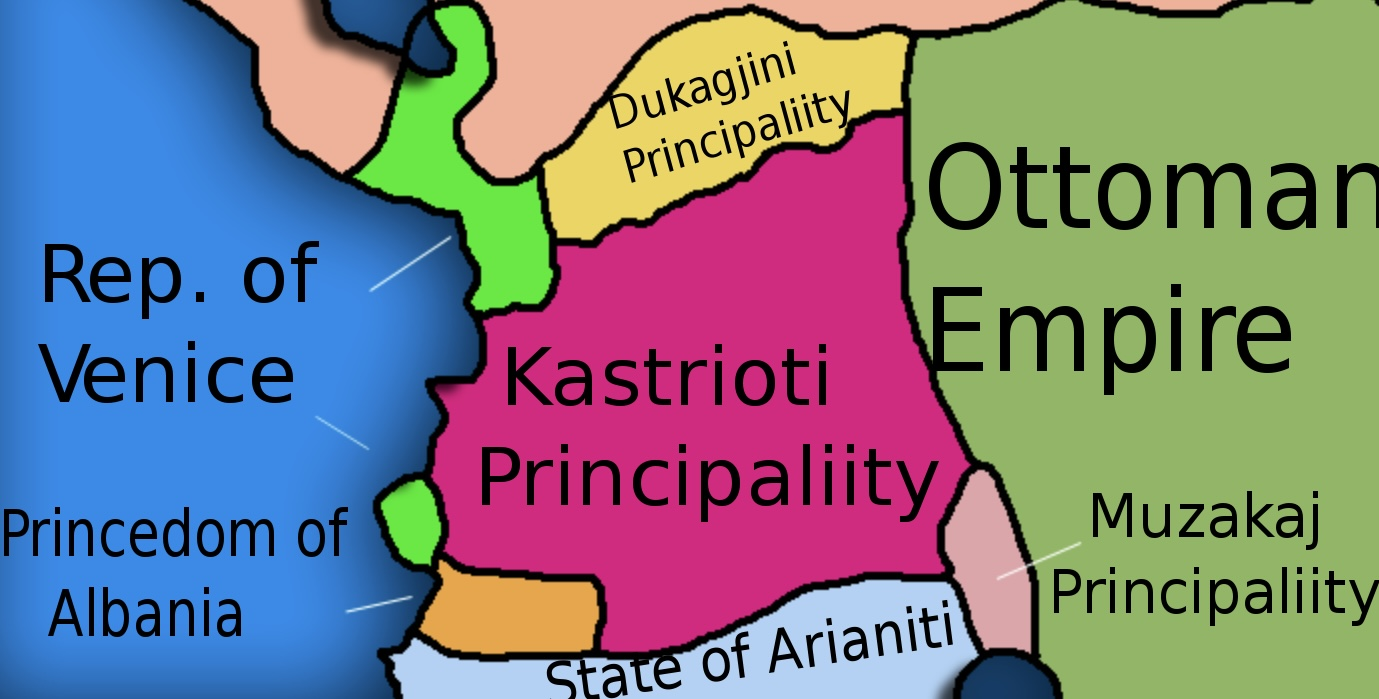
Het vorstendom Kastrioti gedurende de 15e eeuw.

De stamvader van deze, aanvankelijk oosters-orthodoxe, familie was de Albanese edelman Konstantin Kastrioti. De oorspronkelijke geslachtsnaam van zijn stam Mazreku heeft in het Albanees de betekenis 'paardenhouders'. Konstantin heerste over gebieden in de regio Mat en Dibra in centraal-Albanië. Zijn zoon Pal Kastrioti volgde hem op als heerser van Mat, deze heerschappij werd weer opgevolgd door diens zoon, Gjon Kastrioti, die het vorstendom verder uitbreidde. De Kastrioti-familie werd na de Servische  veroveringen van de (noord-) Albanese gebieden adminstratief ingedeeld bij de Servisch-orthodoxe kerk. In het Hilandarklooster kreeg de Kastrioti-dynastie de Albanese toren toegewezen. Gjon Kastrioti kwam aanvankelijk in opstand tegen de Ottomaanse expansie onder sultan Bayezid I naar Albanese gebieden maar aan het begin van de 15e eeuw werd het vorstendom Kastrioti een vazal van het Ottomaanse Rijk. In 1431 bekeerde Gjon Kastrioti zich naar de islam. Gjon Kastrioti trouwde met adelvrouw Vojsava Tripalda, van wie de etniciteit onduidelijk is. Zij kregen vier zoons: Reposh, Stanisha, Gjergj en Konstantin en vijf dochters: Mara, Jelena, Mamica, Angjelina en Vlajka. De meesten van hen trouwden met andere Albanese edelen, voornamelijk met leden van de Thopia-, Muzaka- en Arianiti-dynastieën.

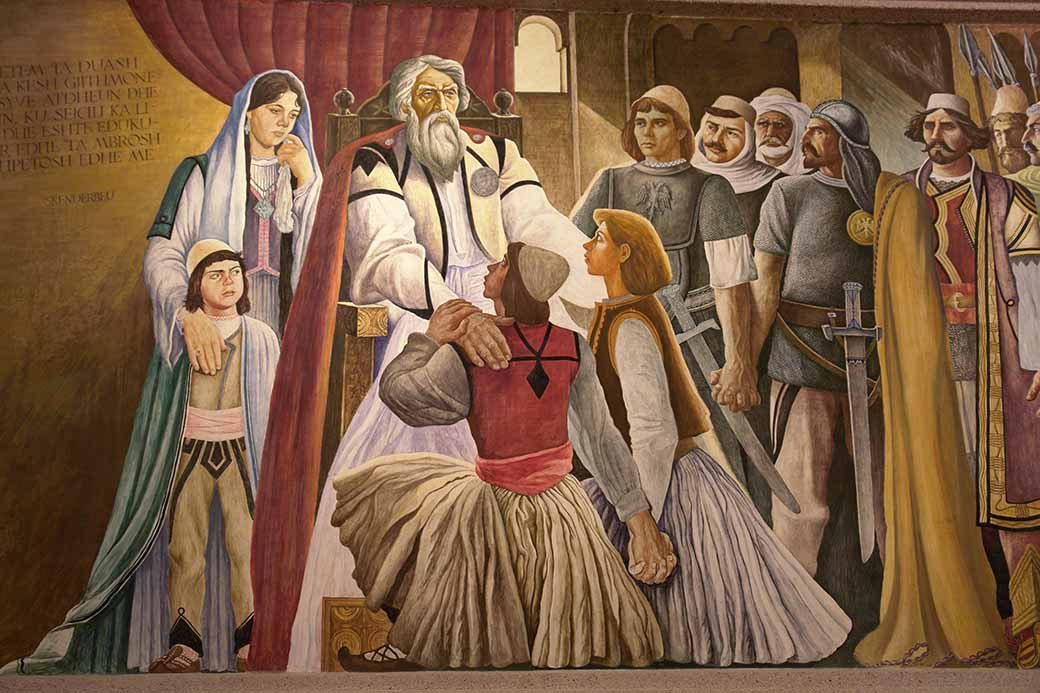
Gjergj Kastrioti en vorstin Donika (links) tijdens een familiebijeenkomst in het Kasteel van Krujë.

In 1443 verliet de zoon van Gjon Kastrioti, prins Gjergj Kastrioti, het Ottomaanse leger nadat hij als kind door de Ottomanen was meegenomen om de loyaliteit van zijn vader Gjon richting de Ottomanen te kunnen bewijzen. Nadat Gjergj Kastrioti zich van de islam bekeerde tot de Rooms-Katholieke Kerk stichtte hij in 1444 de Liga van Lezhë (een staat die wordt beschouwd als de bakermat van een territoriaal Albanië) om de Ottomaanse bezetters op de Balkan te verslaan. Hij kroonde zich na de oprichting van de Liga tot heerser van Albanië. Van de 25 veldslagen kwamen de Albanezen 24 keer als winnaar uit de strijd; hierom wordt Gjergj Kastrioti – ook wel Skanderbeg genoemd – door de meeste Albanezen geëerd als de nationale volksheld. Uit zijn huwelijk met prinses Donika kreeg hij een zoon, Gjon Kastrioti II. Enkele jaren na de dood van Skanderbeg in 1468 verloor de Liga van Lezhë uiteindelijk de oorlog tegen het Ottomaanse Rijk. Gjon Kastrioti II, die de lokale titel heerser van Krujë erfde kwam vanuit het Koninkrijk Napels terug naar Albanië om de Ottomaanse bezetters te bestrijden; de opstanden waren echter geen succes. Gjon II en diens troepen konden Albanië niet heroveren. Albanië viel tot 1912 onder Ottomaanse heerschappij.

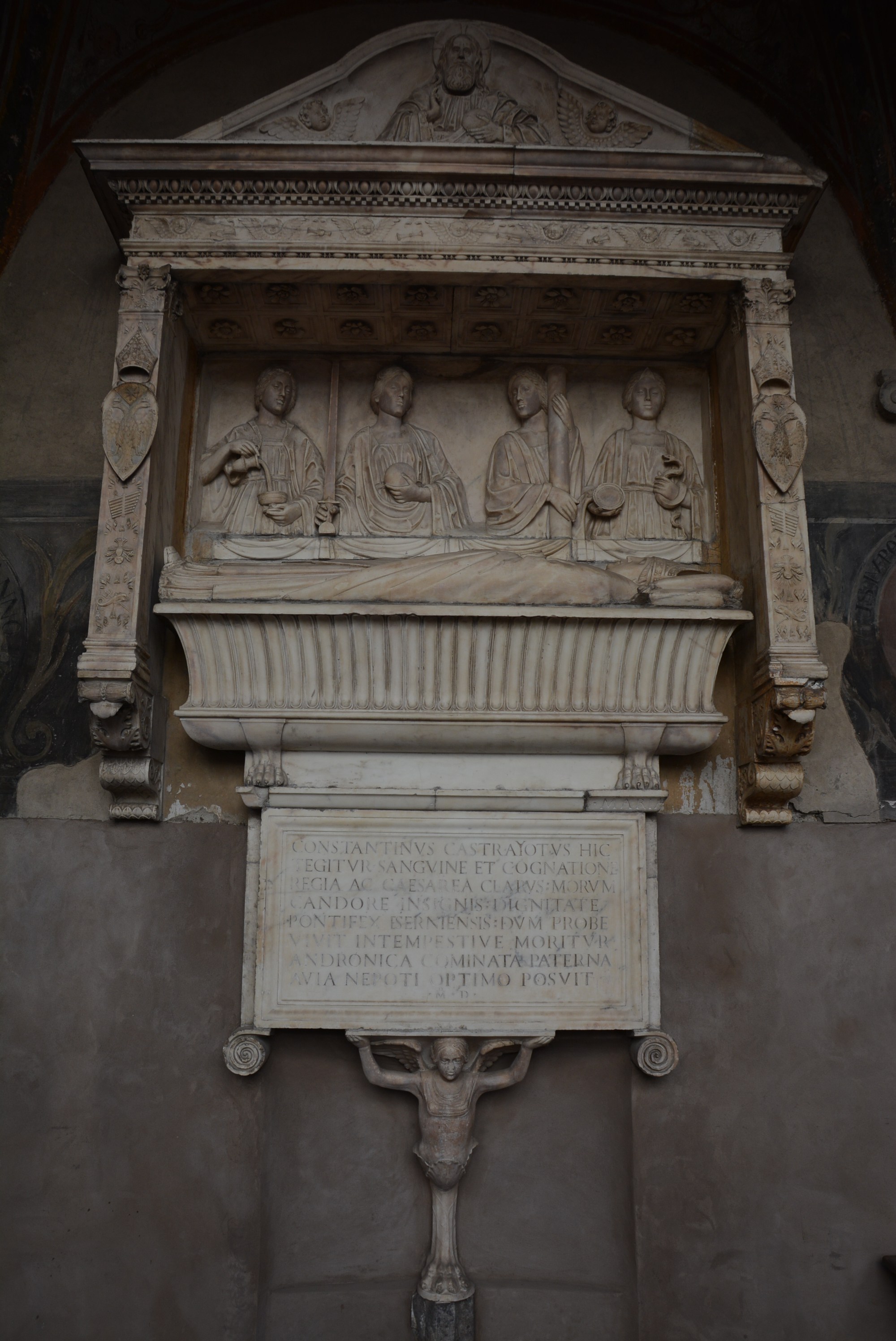
Graftombe van het huis Kastrioti (c. jaar 1500)

## Heerserslijst
| Afbeelding | Monarch          | Regeringsperiode |
| ---------- | ---------------- | ---------------- |
|            | Pal Kastrioti    | 1389–1407        |
|            | Gjon Kastrioti   | 1407–1437        |
|            | Gjergj Kastrioti | 1443–1468        |

## Stamboom

- Stamvader Konstantin
  - Pal
    - Alëks
    - Konstantin II
    - Gjon ⚭ Vojsava Tripalda
      - Reposh
      - Stanisha ⚭ Ottomaanse prinses
        - Hamza ⚭ Maria Zarzari

      - Konstantin III
      - Gjergj ⚭ Donika Arianiti
        - Gjon II ⚭ Jerina Branković
          - Konstantin IV
          - Ferdinand ⚭ Adriana van Nardò
            - Irina

          - Giorgio
          - Maria
          - Alfonso

      - Mara ⚭ Stefan Crnojević
      - Jelena (Gjela) ⚭ Pavel Balsha
      - Mamica ⚭ Muzaka Thopia
      - Angjelina ⚭ Vladan Arianiti
      - Vlajka ⚭ Gjin Muzaka